# Prima Divisione Sicilia 1940-1941
Fu il quarto livello della XXXVIII edizione del campionato italiano di calcio.

La Prima Divisione (ex Seconda Divisione) fu organizzata e gestita dai Direttori di Zona.

Le finali per la promozione in Serie C erano gestite dal Direttorio Divisioni Superiori (D.D.S.) che aveva sede a Roma.
Il Direttorio XVII Zona (Sicilia) gestiva in questa stagione le squadre della regione Sicilia.

## Girone A

### Squadre partecipanti
| Squadra                              | Città (provincia) | Stagione precedente                                                          |
| ------------------------------------ | ----------------- | ---------------------------------------------------------------------------- |
| G.S. 58º Corpo Vigili del Fuoco      | Palermo           | 8º in Prima Divisione Sicula gir.A                                           |
| Sez. Calcio Aviosicula               | Palermo           |                                                                              |
| U.S. Juventina Palermo (B = riserve) | Palermo           |                                                                              |
| S.C. Juventus                        | Trapani           |                                                                              |
| Pol. Palermitana                     | Palermo           |                                                                              |
| A.C. Palermo                         | Palermo           | 14º in Serie B, squadra sciolta Palermo B 4º in Prima Divisione Sicula gir.A |
| U.S. Salemi                          | Salemi (TP)       |                                                                              |
| A.C. Solunto                         | Santa Flavia (PA) |                                                                              |

### Classifica finale
|  | Pos. | Squadra                    | Pt | G  | V | N | P | GF | GS | QR    |
|  | ---- | -------------------------- | -- | -- | - | - | - | -- | -- | ----- |
|  | 1.   | 58º Corpo Vigili del Fuoco | 25 | 14 | . | . | . | .. | .. | ?,??? |
|  | 2.   | Palermo                    | 23 | 14 | . | . | . | .. | .. | ?,??? |
|  | 3.   | Juventina Palermo B        | 19 | 14 | . | . | . | .. | .. | ?,??? |
|  | 4.   | Aviosicula                 | 16 | 14 | . | . | . | .. | .. | ?,??? |
|  | 5.   | Palermitana                | 13 | 14 | . | . | . | .. | .. | ?,??? |
|  | 6.   | Salemi                     | 6  | 14 | . | . | . | .. | .. | ?,??? |
|  | 7.   | Juventus Trapani (-2)      | 4  | 14 | . | . | . | .. | .. | ?,??? |
|  | 8.   | Solunto                    | 4  | 14 | . | . | . | .. | .. | ?,??? |

Legenda:
      Ammesso alle finali regionali.
      Retrocesso in Seconda Divisione.
Regolamento:
Due punti a vittoria, uno a pareggio, zero a sconfitta.
Quoziente reti in caso di pari punti, per qualsiasi posizione di classifica.
Note:
In seguito alla fusione fra AC Palermo e Juventina Palermo nell'agosto 1941, le due squadre di questa categoria si fonderanno per l'edizione successiva divenendo la formazione riserve della nuova società unificata.
Juventus Trapani ha scontato 2 punti di penalizzazione in classifica: uno per rinuncia e uno per incidenti nella partita Juventus-Palermo.

## Girone B

### Squadre partecipanti
| Squadra                      | Città (provincia) | Stagione precedente |
| ---------------------------- | ----------------- | ------------------- |
| A.C.F. Catania (B = riserve) | Catania           |                     |
| A.S. Etna                    | Catania           |                     |
| G.I.L. Leonzio               | Lentini (SR)      |                     |
| U.S. Peloro                  | Messina           |                     |
| U.S. Ragusa                  | Ragusa            |                     |
| A.S. Siracusa (B = riserve)  | Siracusa          |                     |

### Classifica finale
|  | Pos. | Squadra    | Pt | G  | V | N | P | GF | GS | QR    |
|  | ---- | ---------- | -- | -- | - | - | - | -- | -- | ----- |
|  | 1.   | Peloro     | 12 | 10 | . | . | . | .. | .. | ?,??? |
|  | 2.   | Catania B  | 12 | 10 | . | . | . | .. | .. | ?,??? |
|  | 3.   | Siracusa B | 11 | 10 | . | . | . | .. | .. | ?,??? |
|  | 4.   | Leonzio    | 11 | 10 | . | . | . | .. | .. | ?,??? |
|  | 5.   | Etna       | 8  | 10 | . | . | . | .. | .. | ?,??? |
|  | 6.   | Ragusa     | 8  | 10 | . | . | . | .. | .. | ?,??? |

Legenda:
      Ammesso alle finali regionali.
      Retrocesso in Seconda Divisione.
Regolamento:
Due punti a vittoria, uno a pareggio, zero a sconfitta.
Quoziente reti in caso di pari punti, per qualsiasi posizione di classifica.

## Verdetti finali
- 58º Corpo Vigili del Fuoco è promosso in Serie C.
- Aviosicula ammessa alla Serie C a completamento organici.[1]